# Список колледжей и университетов Коннектикута
Это список колледжей и университетов в штате Коннектикут, США.

## Действующие вузы

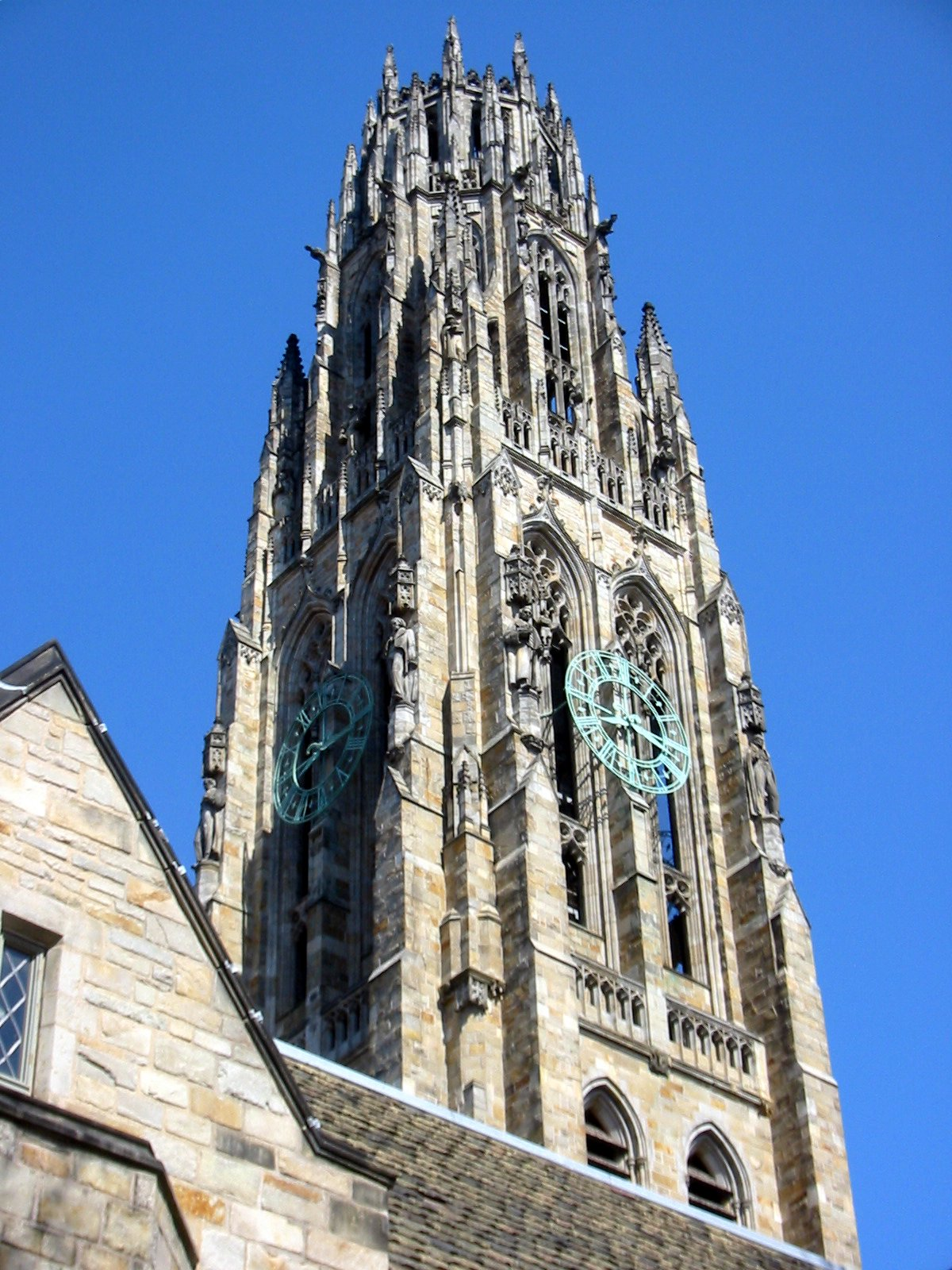
Символ Йельского университета — башня Хакнесс

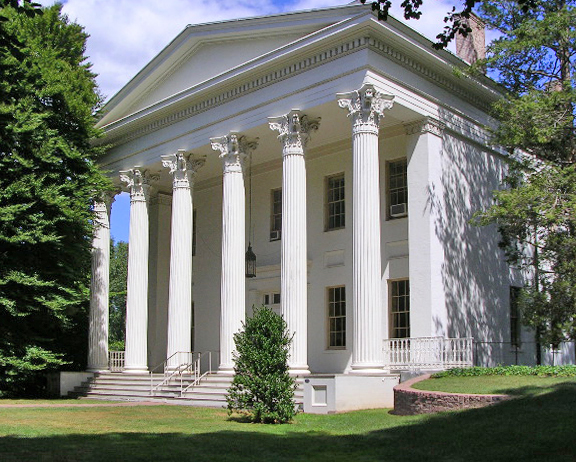
Дом Сэмюэля Рассела, в котором располагается факультет философии Уэслианского университета. С 1970 года входит в Национальный реестр исторических мест США, а в 2001 году здания объявлено национальным памятником архитектуры

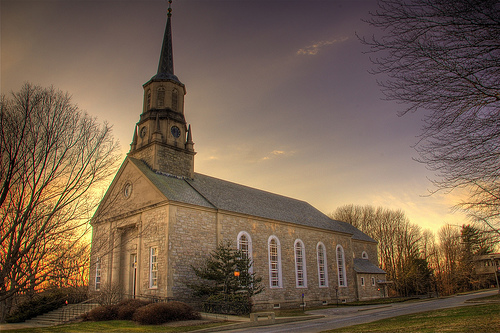
Коннектикут-колледж

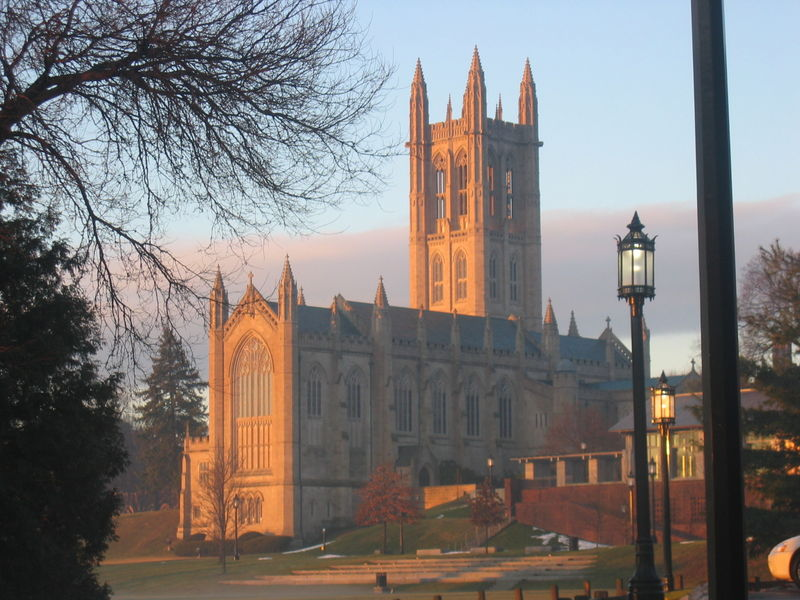
Тринити-колледж

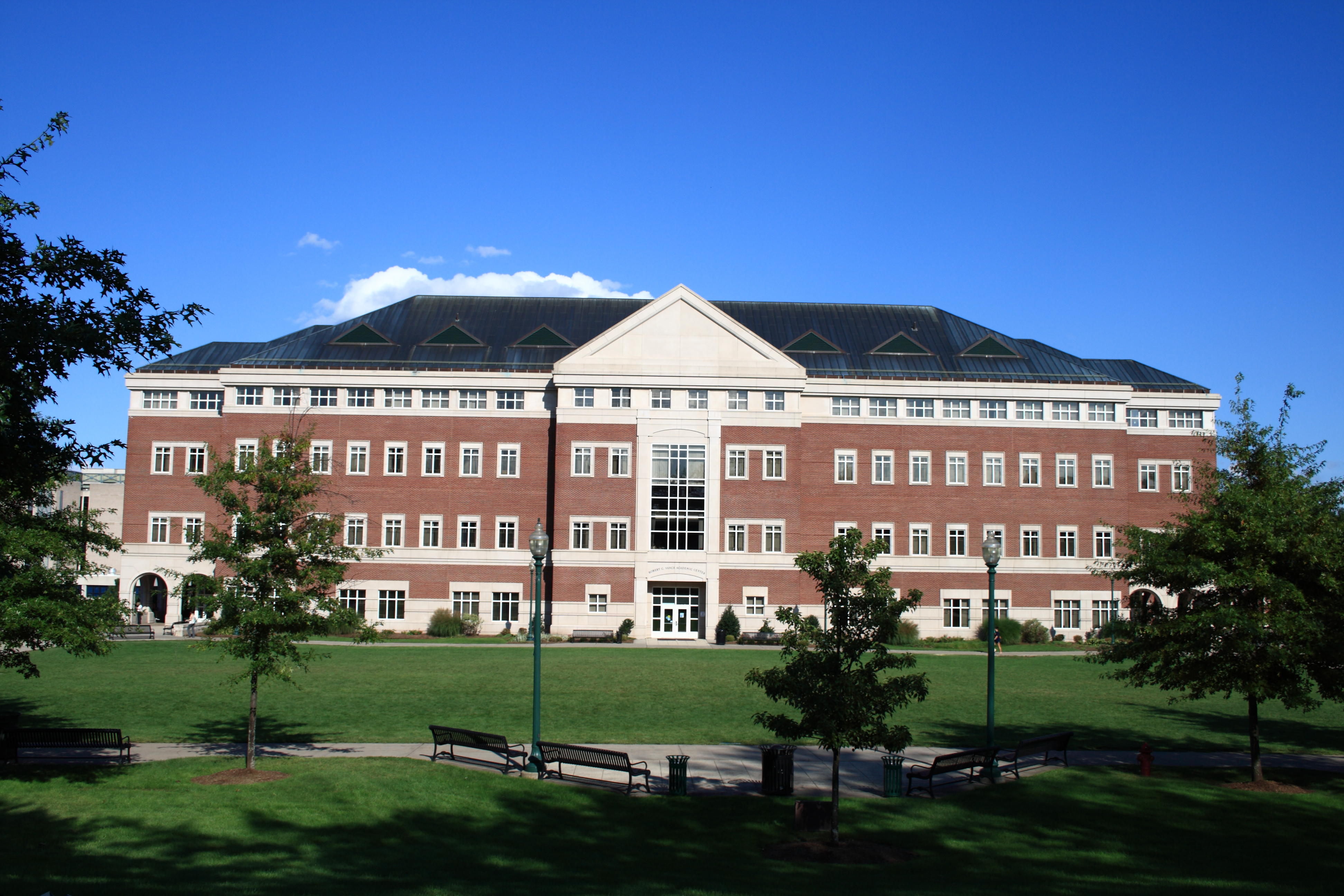
Университет Центрального Коннектикута

| Высшее учебное заведение                        | Местоположение | Контроль                               | Тип                           | Количество студентов | Год основания |
| ----------------------------------------------- | --- | -------------------------------------- | ----------------------------- | -------------------- | ------------- |
| Колледж Альберта Великого                       | Нью-Хейвен | частный (католический / доминиканский) | магистерский колледж          | 2023                 | 1925          |
| Богословская школа Беркли                       | Нью-Хейвен | частный                                | магистерский университет      |                      | 1854          |
| Бриджпортский университет                       | Бриджпорт | частный                                | магистерский университет      | 5103                 | 1927          |
| Военная академия береговой охраны США           | Нью-Лондон | государственный (федеральный)          | бакалаврский колледж          | 973                  | 1876          |
| Гудвин-колледж                                  | Ист-Хартфорд | частный                                | бакалаврский колледж          | 3116                 | 1999          |
| Йельский университет                            | Нью-Хейвен | частный                                | исследовательский университет | 11660                | 1701          |
| Квиннипэкский университет                       | Хамден, Норт-Хейвен | частный                                | магистерский университет      | 8400                 | 1929          |
| Коннектикутский колледж                         | Нью-Лондон | частный                                | бакалаврский колледж          | 1900                 | 1911          |
| Колледж и семинария Святых Апостолов            | Кромвель | частный (католический)                 | магистерский колледж          | 401                  | 1956          |
| Коннектикутский университет                     | Сторс (главный кампус) и 5 региональных кампусов: Уэст-Хартфорд, Стамфорд, Эвери Пойнт (в Гротоне), Уотербери, Фармингтон | государственный (университет штата)    | исследовательский университет | 30525                | 1881          |
| Лайм-академия-колледж изобразительных искусств  | Олд-Лайм | частный                                | бакалаврский колледж          | 80                   | 1976          |
| Линкольн-колледж Новой Англии                   | Саутингтон | частный                                | бакалаврский колледж          | 650                  | 1966          |
| Митчелл-колледж                                 | Нью-Лондон | частный                                | бакалаврский колледж          | 1000                 | 1938          |
| Университет Нью-Хейвена                         | Нью-Хейвен | частный                                | исследовательский университет | 6385                 | 1920          |
| Пайер-колледж искусств                          | Хамден | частный                                | бакалаврский колледж          | 300                  | 1946          |
| Постонский университет                          | Уотербери | частный                                | бакалаврский колледж          | 2590                 | 1890          |
| Политехнический институт Рансселера в Хартфорде | Хартфорд, Гротон | частный                                | бакалаврский колледж          | 898                  | 1955          |
| Университет Святого Иосифа                      | Уэст-Хартфорд | частный (католический)                 | магистерский университет      | 1100                 | 1932          |
| Тринити-колледж                                 | Хартфорд | частный                                | бакалаврский колледж          | 2344                 | 1823          |
| Уэслианский университет                         | Мидлтаун | частный                                | исследовательский университет | 3202                 | 1831          |
| Университет Восточного Коннектикута             | Уиллимантик | государственный (университет штата)    | магистерский университет      | 5586                 | 1889          |
| Университет Западного Коннектикута              | Данбери | государственный (университет штата)    | магистерский университет      | 6001                 | 1903          |
| Университет Священного Сердца                   | Фэрфилд | частный (католический)                 | магистерский университет      | 7 016                | 1963          |
| Университет Центрального Коннектикута           | Нью-Бритен | государственный (университет штата)    | магистерский университет      | 11926                | 1849          |
| Университет Южного Коннектикута                 | Нью-Хейвен | государственный (университет штата)    | магистерский университет      | 11769                | 1893          |
| Фэрфилдский университет                         | Фэрфилд | частный (католический / иезуитский)    | магистерский университет      | 4991                 | 1942          |
| Университет Хартфорда                           | Хартфорд, Уэст-Хартфорд                                                                                                   | частный                                | магистерский университет      | 7212                 | 1957          |
| Хартфордская семинария                          | Хартфорд | частный                                | бакалаврский колледж          | 172                  | 1833          |
| Чартерокский колледж                            | Нью-Бритен | государственный (колледж штата)        | бакалаврский колледж          | 2079                 | 1973          |